# Lophomachia viridior
Lophomachia viridior là một loài bướm đêm trong họ Geometridae.